# Ludmilla graciosa
Ludmilla graciosa är en plattmaskart som beskrevs av Uljanin 1870. Ludmilla graciosa ingår i släktet Ludmilla och familjen Polycystididae.
Artens utbredningsområde är Svarta Havet. Inga underarter finns listade i Catalogue of Life.